# 6509 Giovannipratesi
6509 Giovannipratesi è un asteroide della fascia principale. Scoperto nel 1983, presenta un'orbita caratterizzata da un semiasse maggiore pari a 2,7940841 UA e da un'eccentricità di 0,2346784, inclinata di 6,39400° rispetto all'eclittica.